# Последняя девушка
Последняя (выжившая) девушка (англ. Final Girl) — традиционный персонаж фильмов ужасов, где данная героиня является главным персонажем, а часто и последним выжившим в фильме. Разновидность девы в беде. Основная задача «последней девушки» заключается в противостоянии антагонисту фильмов такого жанра (часто маньяку).
Впервые данный типаж был воплощён Джейми Ли Кёртис в слэшере «Хэллоуин», после чего он стал доминирующим типажом для фильмов подобного жанра. Термин был придуман Кэрол Джей Кловер в её книге «Мужчины, женщины и бензопилы», где автор исследует популярность и интерес к фильмам ужасов, в частности слэшерам, с точки зрения феминизма.
Часто в фильмах ужасов злодей убивает своих жертв одну за другой, что в кульминации приводит к столкновению оставшегося в живых члена группы со злодеем в финальном противостоянии. Чаще всего это оказывается девушка, которая в итоге либо одерживает победу над убийцей, либо спасается.

## Использование термина
Значение термина «последняя девушка» (Final Girl), первоначально предложенное Кловер в исследовании 1992 года, — довольно узкое. Исследовательница занималась изучением фильмов-слэшеров 1970-х и 1980-х годов (период также называемый «золотой эрой» этого жанра) и определила персонажа «Final Girl» как девушку, являющуюся единственной выжившей из группы людей (обычно молодёжи или подростков), преследуемых злодеем. «Последняя девушка» в конце фильма сталкивается в заключительной схватке со злодеем (убивает его сама или оказывается спасена в последнюю минуту, например, полицейским). Она обладает подобной «привилегией» — выжить — из-за её подразумеваемого морального превосходства (например, она единственная, кто отказывается от секса, наркотиков или других подобных действий, в отличие от её друзей).
Тем не менее, термин «последняя девушка» в последнее время используется в более широком смысле и вне жанра слэшера — по отношению к женским персонажам, которые не обязательно являются «морально чистыми» или даже выживают вместе с другими (при условии, что другие выжившие не являются основной целью). Такой персонаж, как стереотипная «непорочная девочка», противопоставленная её распущенным подругам, сегодня практически не используется в кино. Кроме того, фильмы-слэшеры в последние десятилетия стали менее популярными: на смену им пришли научно-фантастические хорроры в 90-х и далее фильмы ужасов о сверхъестественном в 21-м веке. В одном исследовании утверждается, что наиболее распространённый женский персонаж в фильмах ужасов 21-го века — это «Дисфункциональная Мать».

## Эволюция образа
Троп «последняя девушка» менялся с течением времени: от ранних героинь, представленных как «девы в беде» (спасённые сильным мужским персонажем, например, полицейским или героическим незнакомцем), к более современным «последним девушкам», которым удаётся выжить благодаря их собственным способностям. Впрочем, Эллен Рипли из последней категории появилась ещё в фильме 1979 года.
Несмотря на это, исследователи скептически относятся к факту становления «последней девушки» как сильного персонажа наряду с мужскими. Как полагает Тони Уильямс, во многих фильмах-слэшерах победа выжившей девушки над антагонистом-убийцей или некой сущностью не так однозначна или является таковой лишь на первый взгляд. Так, концовка во многих фильмах даёт намёк на то, что антагонист может быть всё ещё жив (в качестве задела на последующий сиквел фильма), или же демонстрирует неопределённое будущее выжившей героини. Чаще всего «последняя девушка» либо попадает в психиатрическую лечебницу, либо оказывается убитой в дальнейшем. Например, в третьей части «Пятница 13-е» Кристина Хиггинс впадает в кататонический ступор после схватки с Джейсоном в конце фильма; Алиса Харди выжила в первом фильме «Пятница 13-е», но убита в самом начале второго.
Дерек Соулз считает, что трагическая судьба «последних девушек» показывает представление патриархального общества о сдерживании либо уничтожении способных и независимых женщин. В более поздних фильмах тенденция стала меняться, и судьба персонажа «последней девушки» не является предрешённой и трагической (примечательный пример — серия фильмов «Крик»).

## Примеры
- Джесс Брэдфорд («Чёрное Рождество»)
- Салли Хардести («Техасская резня бензопилой»)
- Лори Строуд («Хэллоуин»)
- Эллен Рипли («Чужой»)
- Нэнси Томпсон («Кошмар на улице Вязов»)
- Сидни Прескотт («Крик»)
- Гейл Уэзерс («Крик»)
- Джули Джеймс («Я знаю, что вы сделали прошлым летом»)
- Максин Минкс («X»)
- Сиенна Шоу («Ужасающий»)